# 1988 RK9
1988 RK9 är en asteroid i huvudbältet som upptäcktes den 1 september 1988 av den belgiske astronomen Henri Debehogne vid La Silla-observatoriet.